# Стів Макларен
Стів Макла́рен (англ. Steve McClaren, нар. 3 травня 1961, Йорк) — англійський футболіст, півзахисник. По завершенні ігрової кар'єри — тренер.

## Ігрова кар'єра
У дорослому футболі дебютував 1979 року виступами за «Галл Сіті», у якій провів шість сезонів, взявши участь у 178 матчах чемпіонату. Більшість часу, проведеного у складі «Галл Сіті», був основним гравцем команди.
Своєю грою за цю команду привернув увагу представників тренерського штабу клубу «Дербі Каунті», до складу якого приєднався 1985 року. Відіграв за клуб наступні три сезони своєї ігрової кар'єри, крім того, 1987 року віддавався в оренду до «Лінкольн Сіті».
Згодом з 1988 по 1989 рік грав у складі «Бристоль Сіті».

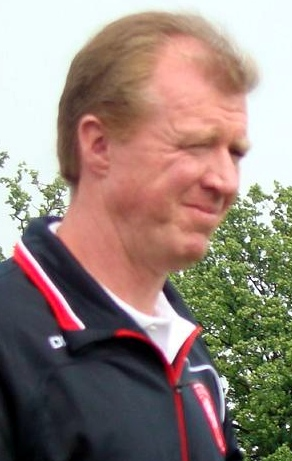
Стів Макларен у 2008 році

Завершив професійну ігрову кар'єру в клубі нижчої ліги «Оксфорд Юнайтед», за команду якого виступав протягом 1989—1992 років.

## Кар'єра тренера
Розпочав тренерську кар'єру відразу ж по завершенні кар'єри гравця, 1992 року, увійшовши до тренерського штабу клубу «Оксфорд Юнайтед», після чого був асистентом у «Манчестер Юнайтед».
Надалі очолював клуби «Дербі Каунті», «Мідлсбро», з яким вперше в історії клуба здобув Кубка англійської ліги, «Твенте», з яким вперше в історії клубу став чемпіоном Нідерландів, «Вольфсбург» та «Ноттінгем Форест», крім того, входив до тренерського штабу збірної Англії, а у 2006—2007 був її головним тренером, проте через невдалі результати і непотрапляння збірної на Євро-2008, був звільнений. Період перебування на посаді Макларена став найкоротшим серед усіх тренерів збірної Англії нині і охоплює лише 18 ігор протягом 16 місяців.
З 5 січня 2012 року вдруге очолює «Твенте», проте через низькі результати через рік, 26 лютого 2013 року, покинув команду і став другим іноземним тренером в Ередивізі, який тренував команду більше як у 100 матчах.
2 липня 2013 року Макларен став помічником Гаррі Реднаппа у тренерському штабу «Квінз Парк Рейнджерс», підписавши короткостроковий тримісячний контракт.
У вересні 2013 року, менш ніж через три місяці після призначення на посаду в КПР, Макларен повернувся в «Дербі Каунті», коли він був призначений головним тренером замість звільненого Найджела Клафа, підписавши контракт на два з половиною роки. Основною задачею Стіва стало повернення «Дербі» в Прем'єр-лігу. Клуб фінішував третім в чемпіонаті в сезоні 2013-14, здобувши 85 очок і кваліфікувавшись в плей-офф. Після перемоги над «Брайтон енд Гоув Альбіон» у двох півфінальних матчах, Макларен зіткнувся з «Квінз Парк Рейнджерс» у фіналі на Вемблі, де програв 1-0, пропустивши на останній хвилині гол від Боббі Замори.
Через це задача про вихід в еліту залишилась для Макларена на наступний сезон. Проте команда, яка добре пройшла першу частину сезону, з лютого погіршила свої результати, здобувши в останніх 13 матчах лише дві перемоги. А домашня поразка в останньому турі від «Редінга» 0:3 взагалі викинула «баранів» з плей-оф. Різка втрата форми, на думку Макларена, була пов'язана травмами основних гравців, особливо нападника Кріса Мартіна, хоча місцева преса і вболівальники вважали, що причиною стали постійні спекуляції, які пов'язували Макларена з роботою у «Ньюкасл Юнайтед». 25 травня 2015 року Макларен був звільнений з «Дербі».
10 червня 2015 року Макларен був призначений головним тренером «Ньюкасл Юнайтед». Він підписав трирічний контракт з клубом, з можливістю продовження контракту до восьми років. Утім перебування Макларена на чолі «Ньюкасла» протривало менше сезону — вже у березні 2016 року його було звільнено після домашньої поразки 1:3 від «Борнмута», яка для очолюваної ним команди стала 18-ю у 31 матчі сезону.
З жовтня 2016 до березня 2017 року знову працював головним тренером «Дербі Каунті», звідки також був звільнений через незадовільні результати.
18 травня 2018 року був призначений головним тренером команди друголігового «Квінз Парк Рейнджерс», з яким уклав дворічний тренерський контракт.

## Титули і досягнення

### Як тренера
- Володар Кубка Футбольної ліги (1):

«Мідлсбро»: 2003-04
- Чемпіон Нідерландів (1):

«Твенте»: 2009–10